# Hipparchia
Hipparchia är ett släkte av fjärilar som beskrevs av Fabricius 1807. Hipparchia ingår i familjen praktfjärilar.

## Bildgalleri

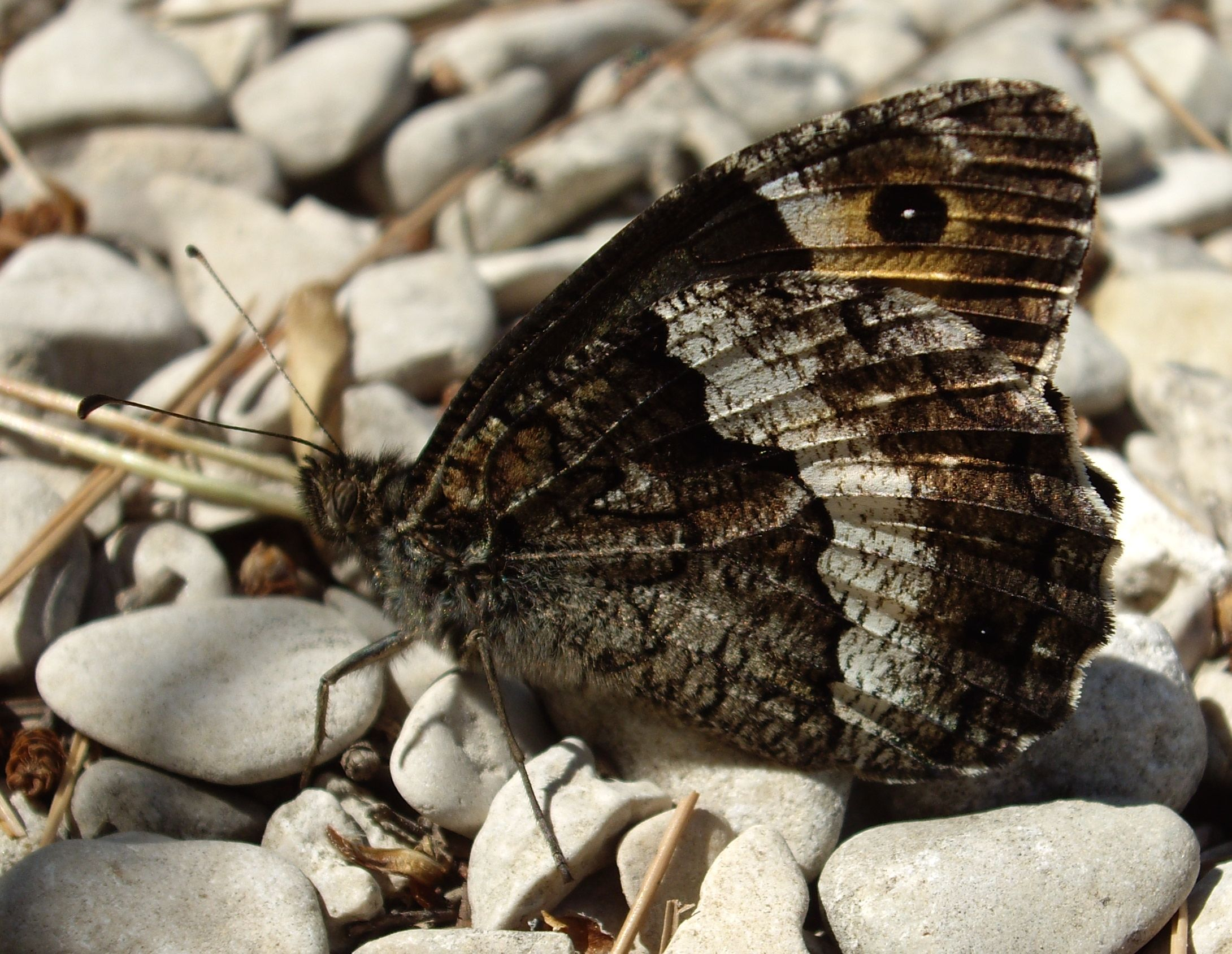
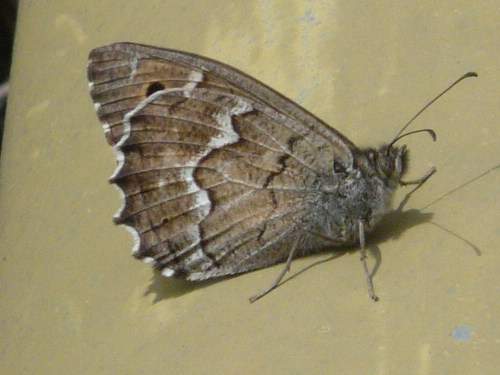
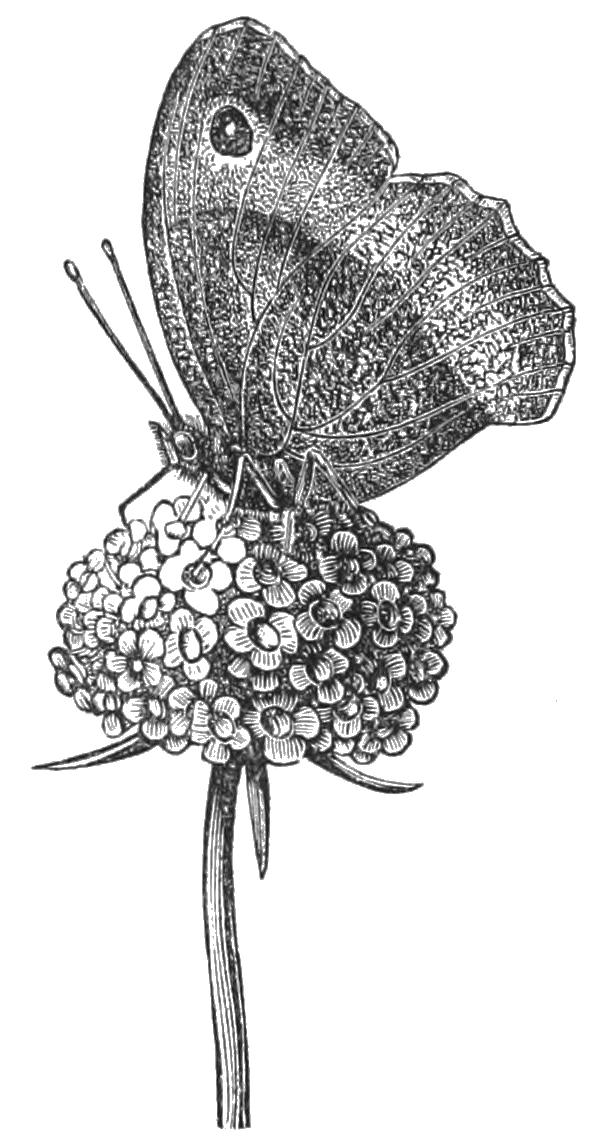

## Dottertaxa tillHipparchia, i alfabetisk ordning[1][2]
- Hipparchia addenda
- Hipparchia aelia
- Hipparchia albapennina
- Hipparchia albifera
- Hipparchia albinervata
- Hipparchia albipuncta
- Hipparchia albovenosa
- Hipparchia albovenoseformis
- Hipparchia alcyone
- Hipparchia alcyoneformis
- Hipparchia algirica
- Hipparchia aliosicola
- Hipparchia allionia
- Hipparchia almagroi
- Hipparchia amoricanus
- Hipparchia anapus
- Hipparchia anaxarchus
- Hipparchia angliae
- Hipparchia anglorum
- Hipparchia anopenopterus
- Hipparchia antipolitanus
- Hipparchia antoninae
- Hipparchia apennina
- Hipparchia apenninigena
- Hipparchia apupillata
- Hipparchia arachne
- Hipparchia aristaeus
- Hipparchia arseniae
- Hipparchia astriata
- Hipparchia attikana
- Hipparchia aturia
- Hipparchia australis
- Hipparchia autonoe
- Hipparchia azorinus
- Hipparchia bacchus
- Hipparchia balearica
- Hipparchia banusi
- Hipparchia belouini
- Hipparchia benimguildi
- Hipparchia bierica
- Hipparchia bipicta
- Hipparchia bipupillata
- Hipparchia blachieri
- Hipparchia blachierioides
- Hipparchia brisaudi
- Hipparchia briseis
- Hipparchia burdigalae
- Hipparchia burgeffi
- Hipparchia cadmus
- Hipparchia caeca
- Hipparchia caroli
- Hipparchia celaeno
- Hipparchia celtica
- Hipparchia chinensis
- Hipparchia chpakowskyi
- Hipparchia christenseni
- Hipparchia cinereus
- Hipparchia clarensis
- Hipparchia cocles
- Hipparchia colombati
- Hipparchia cordieri
- Hipparchia cotys
- Hipparchia crassemaculosa
- Hipparchia cretica
- Hipparchia cypriaca
- Hipparchia cypriensis
- Hipparchia danae
- Hipparchia deannulata
- Hipparchia decolorata
- Hipparchia delattini
- Hipparchia diamanta
- Hipparchia diffusa
- Hipparchia eladio
- Hipparchia elesyka
- Hipparchia elineata
- Hipparchia ellena
- Hipparchia euryanax
- Hipparchia eurytion
- Hipparchia extrema
- Hipparchia fagi
- Hipparchia falsasemele
- Hipparchia faronica
- Hipparchia fatua
- Hipparchia fatuaeformis
- Hipparchia fauna
- Hipparchia fidia
- Hipparchia fidiaeformis
- Hipparchia flavata
- Hipparchia flavovittata
- Hipparchia fulvina
- Hipparchia fuxiens
- Hipparchia ganzoi
- Hipparchia genava
- Hipparchia ghigii
- Hipparchia gomera
- Hipparchia graellsi
- Hipparchia grisescens
- Hipparchia hansii
- Hipparchia hebitis
- Hipparchia hermione
- Hipparchia hermioneminor
- Hipparchia hesselbarthi
- Hipparchia heuseri
- Hipparchia hibera
- Hipparchia hibernica
- Hipparchia holanops
- Hipparchia holli
- Hipparchia ibarrae
- Hipparchia iberica
- Hipparchia ichnusa
- Hipparchia impupillata
- Hipparchia infrabrunnea
- Hipparchia infracastanea
- Hipparchia infraochreata
- Hipparchia infumata
- Hipparchia insularis
- Hipparchia intermedia
- Hipparchia ismail
- Hipparchia japudium
- Hipparchia jolaus
- Hipparchia jubaris
- Hipparchia jurtina
- Hipparchia kandarica
- Hipparchia klapperichi
- Hipparchia kosswigi
- Hipparchia krymaea
- Hipparchia laeta
- Hipparchia lambessana
- Hipparchia latevittata
- Hipparchia leighebi
- Hipparchia lemovica
- Hipparchia longocellata
- Hipparchia lorkovici
- Hipparchia losonata
- Hipparchia macrocellata
- Hipparchia macrophthalma
- Hipparchia maderensis
- Hipparchia major
- Hipparchia malatinus
- Hipparchia malickyi
- Hipparchia mariae
- Hipparchia maritima
- Hipparchia marmorae
- Hipparchia marmorea
- Hipparchia maroccana
- Hipparchia martianii
- Hipparchia martire
- Hipparchia maxima
- Hipparchia mellaertsi
- Hipparchia mersina
- Hipparchia meshetica
- Hipparchia micromaritima
- Hipparchia micronosandrus
- Hipparchia miegi
- Hipparchia miguelensis
- Hipparchia minerva
- Hipparchia minor
- Hipparchia minutula
- Hipparchia monocellata
- Hipparchia monopupillata
- Hipparchia monostriata
- Hipparchia montana
- Hipparchia monticola
- Hipparchia muelleri
- Hipparchia multiocellata
- Hipparchia murciana
- Hipparchia musaius
- Hipparchia natasha
- Hipparchia neapolitana
- Hipparchia nemorivaga
- Hipparchia neomiris
- Hipparchia nigerrima
- Hipparchia nigrogenava
- Hipparchia noojos
- Hipparchia norica
- Hipparchia norvegica
- Hipparchia oberthueri
- Hipparchia occelarum
- Hipparchia odilo
- Hipparchia ohshimai
- Hipparchia onosandrus
- Hipparchia orchomenos
- Hipparchia ordomenus
- Hipparchia orphnia
- Hipparchia padi
- Hipparchia paleia
- Hipparchia pallescens
- Hipparchia pallida
- Hipparchia pallidalgirica
- Hipparchia pallidior
- Hipparchia pardoi
- Hipparchia parisatis
- Hipparchia parsis
- Hipparchia parvocellata
- Hipparchia pauper
- Hipparchia pedemontana
- Hipparchia pellucida
- Hipparchia peninsulitaliae
- Hipparchia perineti
- Hipparchia persicana
- Hipparchia picoensis
- Hipparchia pisidice
- Hipparchia pisistratus
- Hipparchia polydorus
- Hipparchia porcelos
- Hipparchia postcacea
- Hipparchia postcaeca
- Hipparchia postlineolata
- Hipparchia postsignata
- Hipparchia powelli
- Hipparchia pradensis
- Hipparchia pseudalliona
- Hipparchia pseudosemele
- Hipparchia pseudosichaea
- Hipparchia punctata
- Hipparchia pupilinea
- Hipparchia pyrenaea
- Hipparchia pyrenaica
- Hipparchia quadriocellata
- Hipparchia quadripuncta
- Hipparchia rautheri
- Hipparchia remota
- Hipparchia rostagnoi
- Hipparchia rungsi
- Hipparchia rutenica
- Hipparchia sabrinae
- Hipparchia saengeri
- Hipparchia sardoa
- Hipparchia scota
- Hipparchia selene
- Hipparchia semele
- Hipparchia senthes
- Hipparchia serrula
- Hipparchia shiva
- Hipparchia sibirica
- Hipparchia sichaea
- Hipparchia siciliana
- Hipparchia sicula
- Hipparchia sigurdrifa
- Hipparchia sogdiana
- Hipparchia splendens
- Hipparchia splendum
- Hipparchia statilinus
- Hipparchia stellifer
- Hipparchia stulta
- Hipparchia stultina
- Hipparchia subalbida
- Hipparchia subcinericea
- Hipparchia suffusa
- Hipparchia sylvicola
- Hipparchia symetrica
- Hipparchia syriaca
- Hipparchia tenebrosa
- Hipparchia teres
- Hipparchia tetrica
- Hipparchia tewfiki
- Hipparchia thamyras
- Hipparchia thermus
- Hipparchia thyone
- Hipparchia tigridia
- Hipparchia tlemceni
- Hipparchia tokatensis
- Hipparchia totebrunnea
- Hipparchia toteflavovittata
- Hipparchia totefulvovittata
- Hipparchia transiens
- Hipparchia triantepupillata
- Hipparchia triocellata
- Hipparchia tristis
- Hipparchia turcica
- Hipparchia turcmenica
- Hipparchia uniformis
- Hipparchia valesiacus
- Hipparchia vallettai
- Hipparchia vandalusica
- Hipparchia vanicola
- Hipparchia variegata
- Hipparchia vasconica
- Hipparchia velleia
- Hipparchia venostensis
- Hipparchia vernetensis
- Hipparchia vettius
- Hipparchia wilkinsoni
- Hipparchia vipsania
- Hipparchia virilis
- Hipparchia vivilo
- Hipparchia volgensis
- Hipparchia wyssii